# Jiří Ptáček
Jiří Ptáček (* 31. července 1979 Praha) je podnikatel v oblasti IT, od roku 2022 zastupitel hlavního města Prahy, mezi lety 2018 a 2022 starosta městské části Praha 3, od roku 2018 zastupitel tamtéž, člen TOP 09.

## Život
Narodil se v roce 1979 v Praze na Žižkově. Ještě v průběhu studia na střední škole začal podnikat v oblasti informačních technologií (NETservis s.r.o.). Krátce po vzniku vstoupil do TOP 09 a při svém působení se vždy zaměřoval především na komunální politiku Prahy 3. V roce 2018 uspěl ve volbách do zastupitelstva městské části Praha 3 a na ustavujícím zasedání 20. listopadu byl zvolen starostou městské části.
Je ženatý a má tři děti. I v dospělosti se hlásí ke skautské organizaci. Od roku 2019 je členem Správní rady Vysoké školy ekonomické v Praze.
V komunálních volbách v roce 2022 byl zvolen z pozice člena TOP 09 na kandidátce koalice SPOLU (tj. ODS, TOP 09 a KDU-ČSL) zastupitelem hlavního města Prahy. Byl také zvolen zastupitelem městské části Praha 3, a to jako člen TOP 09 na kandidátce subjektu „TOP 09 + Starostové a nezávislí s podporou Žižkov (nejen) sobě“. Pozici starosty Prahy 3 již neobhajoval, na zasedání zastupitelstva předal funkci svému stranickému kolegovi Michalu Vronskému a dále působí jako řadový radní.